# 12 قردا
12 قردًا (بالإنجليزية: 12 Monkeys) معروف أيضًا باسم اثنا عشر قردًا (بالإنجليزية: Twelve Monkeys) هو فيلم خيال علمي تم إنتاجه في الولايات المتحدة وصدر في سنة 1995. من بطولة بروس ويليس ومادلين ستو وبراد بيت وكريستوفر بلامر وديفيد مورس. وهو مستوحى من فيلم الخيال العلمي الفرنسي القصير الرصيف الذي كتبه وأخرجه كريس ماركر سنة 1962.

## القصة

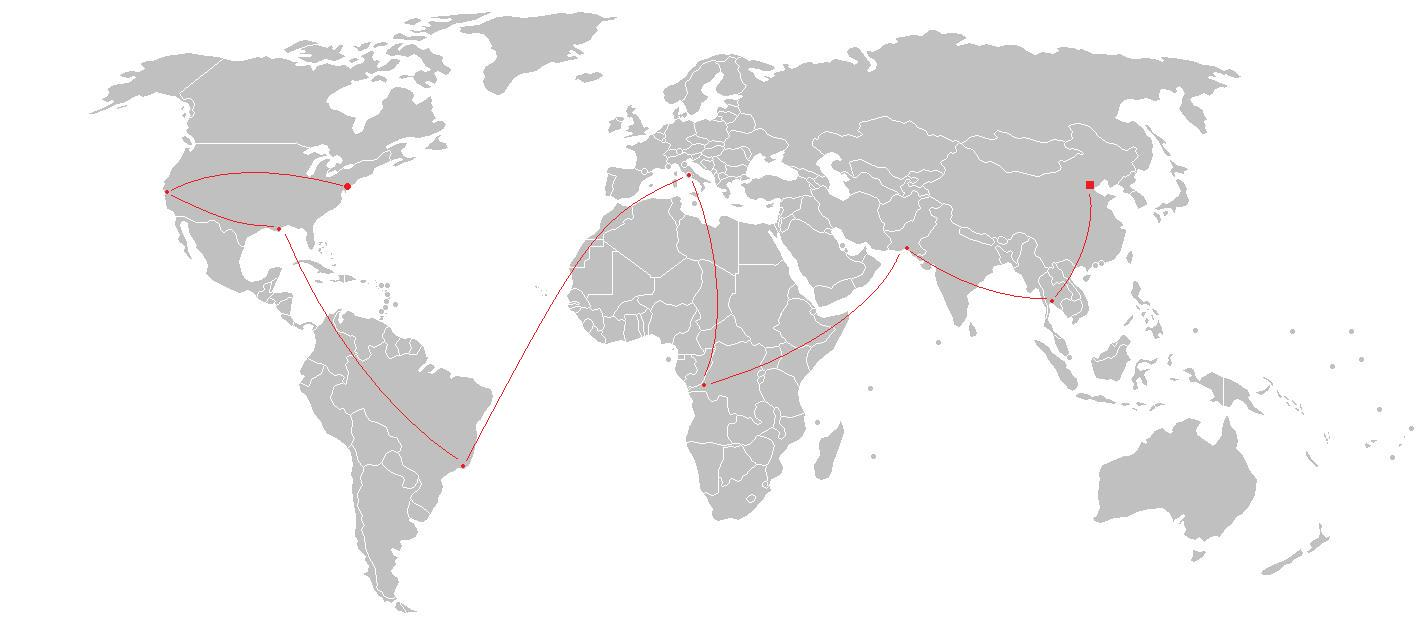
مسار الفيروس المروع كما ورد في فيلم 12 قردًا.

قصة الفيلم تدور حول شخص يدعى “جيمس كول” مجرم سجين في زمن ما في المستقبل، في عام 1996-1997 تتعرض الأرض لفيروس خطير يقوم بقتل البشرية مما جعلهم يعيشون تحت الأرض لتجنب هذا الوباء، هنا وفي العودة إلى السجين جيمس كول تحت الأرض يقوم العلماء بإعطاء كول فرصة لتخفيف مدة حكمه وذلك من خلال إرساله إلى الماضي لمعرفة خطة المنظمة الإرهابية المعروفة باسم “جيش الإثني عشر قرد” ومهمته هي أن يحصل على عينة أولية من هذا الفيروس حتى يمكن العلماء من صنع علاج مضاد، جيمس كول يبدأ يعاني من أحلام وكوابيس سيئة خصوصا الحلم الذي يبدأ فيه الفيلم وينتهى به، الحلم في البداية شخص يطارد بالمطار ويسقط بعد اطلاق نار، ولا يتذكر سوى هذه المشاهد

## الميزانية والإيرادات
بلغت تكلفة إنتاج الفيلم حوالي 29.5 مليون دولار بينما حقق أرباحا تقدر بـ 168,839,459 دولار.

## وصلات خارجية
- 12 قردا على موقع IMDb (الإنجليزية)
- 12 قردا على موقع ميتاكريتيك (الإنجليزية)
- 12 قردا على موقع الموسوعة البريطانية (الإنجليزية)
- 12 قردا على موقع روتن توميتوز (الإنجليزية)
- 12 قردا على موقع نتفليكس (الإنجليزية)
- 12 قردا على موقع قاعدة بيانات الأفلام العربية
- 12 قردا على موقع ألو سيني (الفرنسية)
- 12 قردا على موقع Turner Classic Movies (الإنجليزية)
- 12 قردا على موقع أول موفي (الإنجليزية)
- 12 قردا على موقع بوكس أوفيس موجو (الإنجليزية)